# Военные преступления при вторжении ХАМАС в Израиль и войне в Газе (2023)
Многие события при вторжении ХАМАС в Израиль 7 октября 2023 года и последующей войне в Газе квалифицируются различными странами, организациями, прессой и экспертами как военные преступления. Одна из сторон вооружённого конфликта, Государство Израиль, ограничена в своих действиях как внутренними (Этический кодекс Армии обороны Израиля), так и внешнеполитическими факторами (международное право). Другая сторона — вооружённая исламистская группировка ХАМАС, не связанная данными ограничениями.

## Со стороны ХАМАС и союзных ему группировок

### Неизбирательные ракетные обстрелы территории Израиля

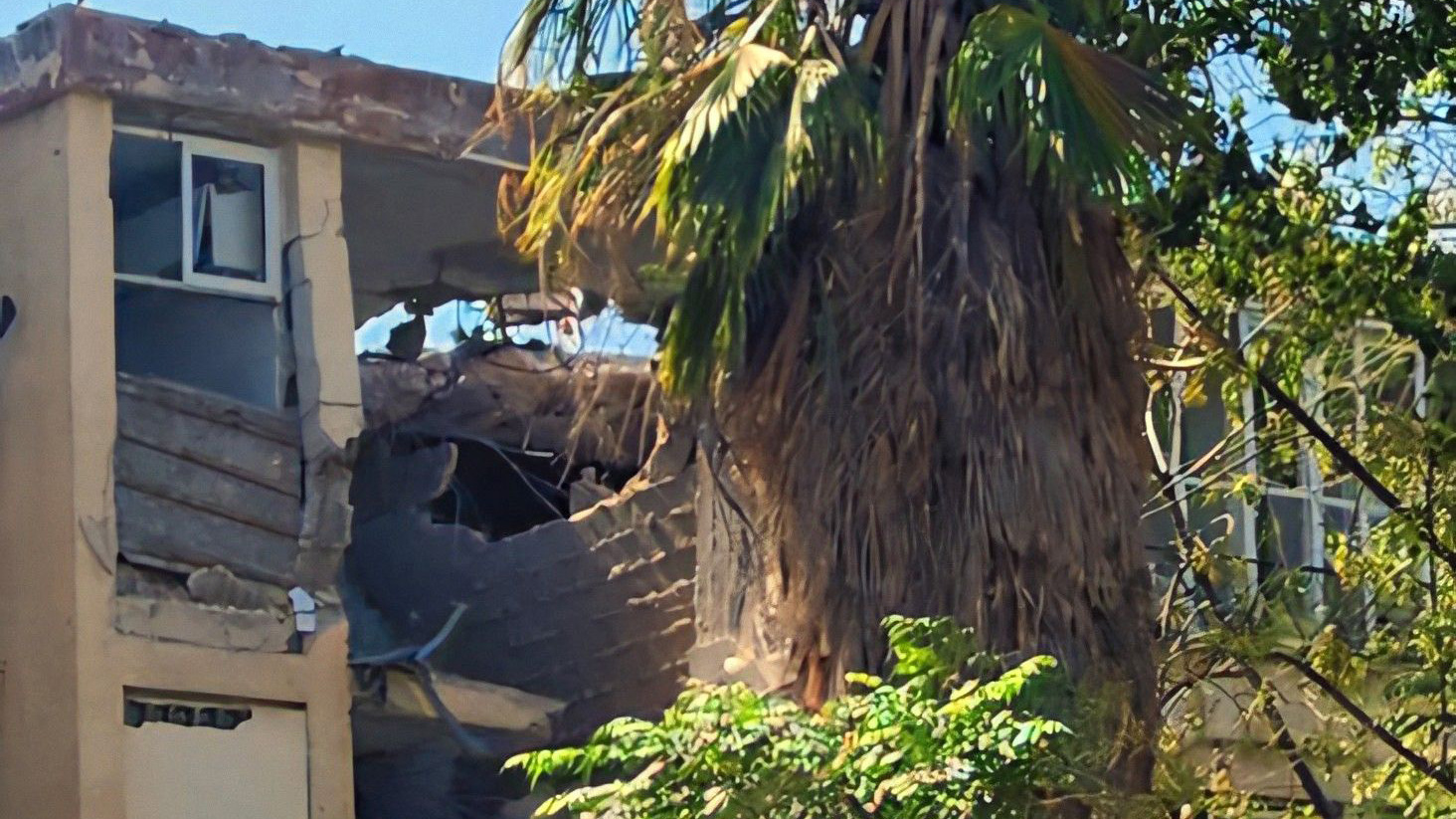
Попадание ракеты в жилой дом в Ришон-ле-Ционе

Практика массовых неизбирательных ракетных обстрелов территории Израиля из сектора Газа, направленных на города и другие центры скопления гражданского населения, восходит к 2001 году; в 2001—2005 гг. ракеты кустарного производства стали применять все основные группировки сектора Газа (ХАМАС, ПИД и ФАТХ). По Дополнительному протоколу I к Женевским конвенциям (1977), ст.48 и 52, стороны должны всегда проводить различие между гражданским населением и комбатантами и направлять свои действия только против военных объектов, а ст.51 гласит: «Нападения неизбирательного характера запрещаются». Спецкоординатор ООН по ближневосточному мирному процессу Роберт Серри заявил в 2010 году, что неизбирательные ракетные обстрелы ХАМАС «совершенно неприемлемы» и представляют собой «террористические нападения».
При вторжении в Израиль 7 октября и далее на протяжении войны ХАМАС и союзная ему группировка Палестинский исламский джихад, как и ранее, произвели широкомасштабные неизбирательные ракетные обстрелы территории Израиля, основной целью которых является гражданское население. Это привело к жертвам как среди евреев, так и среди израильских арабов. По оценке Израиля, с 7 октября по 5 декабря по нему было выпущено из сектора Газа более 11500 ракет; по крайней мере 1300 из них не долетели и упали в самом секторе Газа, причиняя вред его гражданским объектам и населению. Одним из наиболее известных случаев неудачного запуска ракет палестинскими группировками во время этой войны является падение ракеты на парковку возле больницы Аль-Ахли в Газе, ответственность за которое ХАМАС пытался переложить на Израиль. Жертвами ракеты палестинских боевиков, по примерной оценке Центра военно-морских исследований США, стали около 50 жителей сектора Газа.

### Массовые убийства гражданского населения
Массовое убийство является тяжким преступлением во всех юрисдикциях. Дополнительный протокол I к Женевским конвенциям (1977), гласит в ст.51, что гражданское население не должно являться объектом нападений. Массовые убийства представителей определённой этнической группы также могут считаться этнической чисткой или геноцидом. Конвенция ООН о предупреждении преступления геноцида и наказании за него в ст.2 и Римский статут Международного уголовного суда в ст.6 определяют геноцид как любое из деяний, совершаемых с намерением уничтожить, полностью или частично, национальную, этническую, расовую или религиозную группу.

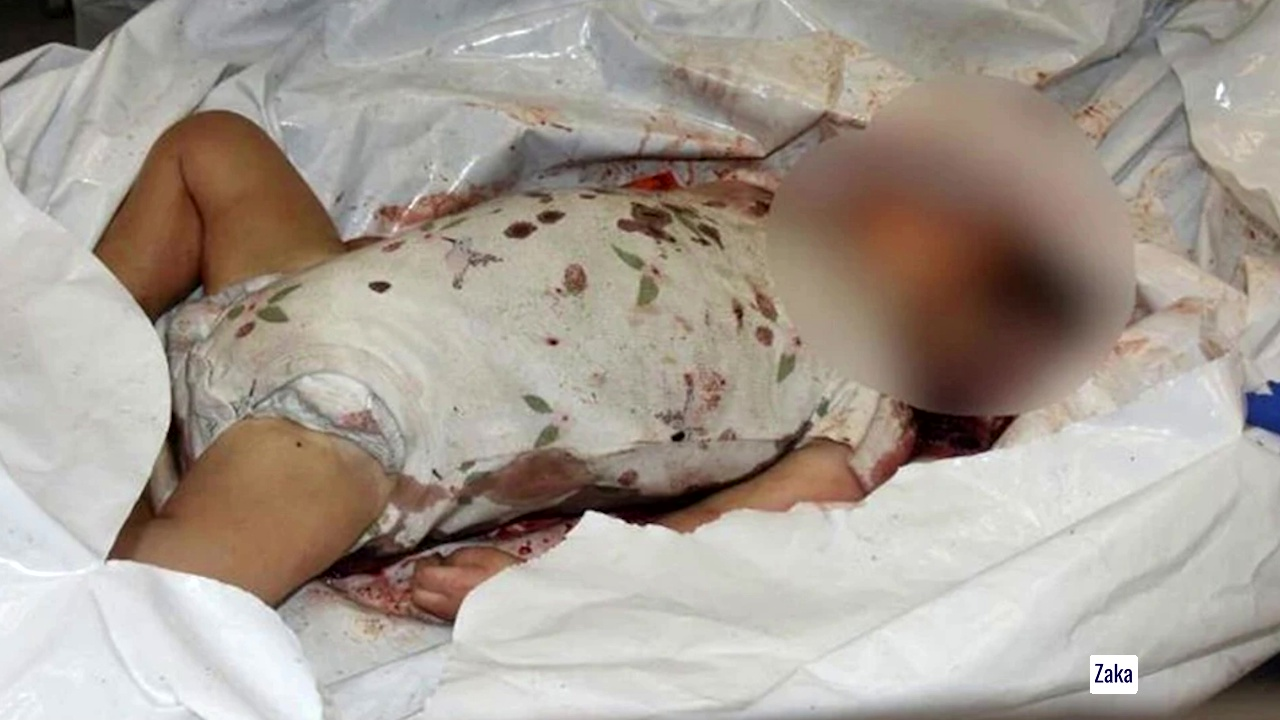
Тело младенца, убитого во время резни 7 октября

7 октября палестинские вооружённые группировки, возглавляемые ХАМАС, численностью не менее 2500 человек, вторгшись в Израиль, совершили умышленные и тщательно спланированные массовые убийства израильских граждан без разбора пола и возраста. Одним из самых крупных совершённых ими массовых убийств стала резня на музыкальном фестивале в Реиме, в ходе которой погибли 364 человека. Массово применялись расчленение и обезображивание трупов, отрезание голов, сожжение. Убийства снимались террористами на нательные камеры и смартфоны; многие из этих записей были распространены ими в социальных сетях TikTok, Telegram и Instagram. Применялось минирование тел убитых, чтобы вызвать дополнительные жертвы среди спасателей. В общей сложности, было убито порядка 1200 израильтян, около 70 % из них — гражданские лица. Нападение ХАМАС стало крупнейшим массовым убийством евреев со времён Холокоста. По мнению более 100 экспертов по международному праву, оно не только представляет собой военное преступление, но и содержит признаки геноцида.

### Массовое насилие сексуального характера

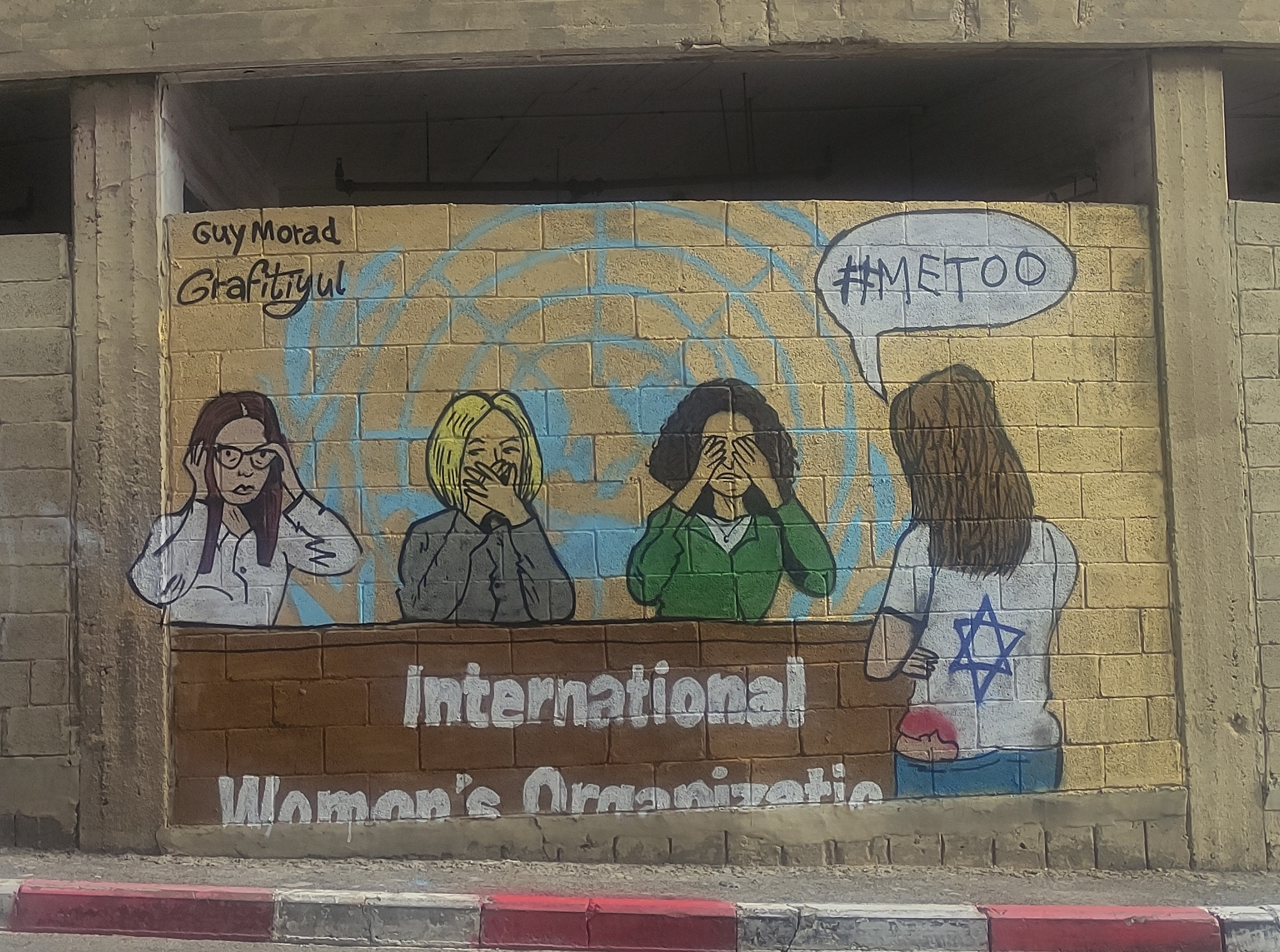
Граффити, критикующее международные женские организации за игнорирование массовых изнасилований

Практика массовых изнасилований во время вооружённых конфликтов, особенно межэтнических, часто используется с целью унижения жертв и всей группы, к которой они принадлежат, а также вынуждения покинуть места проживания, и неоднократно рассматривалась международными трибуналами как форма геноцида. Четвёртая женевская конвенция о защите гражданского населения во время войны, принятая в 1949 году, в ст.27 заявляет: «Покровительствуемые лица имеют право при любых обстоятельствах на уважение к их личности, чести, семейным правам <…> Женщины будут специально охраняться от всяких покушений на их честь и, в частности, от изнасилования». Римский статут Международного уголовного суда, принятый в 1998 году, определяет в ст.7 изнасилование как преступление против человечества (одна из 4-х введённых им категорий международных преступлений).
Во время вторжения в Израиль 7 октября были зафиксированы множественные случаи сексуального насилия в отношении израильских женщин и девочек, реже — мужчин. Большинство жертв сексуального насилия были затем убиты. Факт применения сексуального насилия со стороны ХАМАС был признан 30 ноября генеральным секретарём ООН Антониу Гутерришем. Организация ООН-женщины 1 декабря осудила нападение ХАМАС 7 октября, выразив тревогу из-за «многочисленных свидетельств гендерно-направленных злодеяний и сексуального насилия» и призвав к их расследованию. Структуры ООН подверглись критике за задержку в признании этого факта почти на 2 месяца. Аналогичные упрёки за нежелание осудить массовые изнасилования израильтянок также прозвучали в адрес феминистских и правозащитных групп. ХАМАС отрицает обвинения в сексуальном насилии.

### Захват заложников во время вторжения

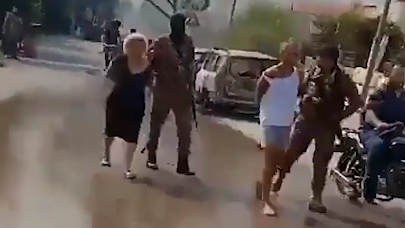
Захват заложников боевиками при вторжении 7 октября

Четвёртая женевская конвенция в статьях № 34 и № 147 характеризует захват заложников как серьёзное нарушение её условий. В 1993 году Совет Безопасности ООН включил конвенцию в состав норм обычного международного права, что сделало её обязательной для исполнения не только для стран-подписантов, но всех других стран, вовлечённых в военные конфликты. Дополнительный протокол I к Женевским конвенциям (1977) в ст.75, п.2, также запрещает взятие заложников. Захват заложников в соответствии с правом вооруженного конфликта является военным преступлением. Оно также является международным терроризмом в соответствии с Международной конвенцией о борьбе с захватом заложников 1979 года.
При вторжении ХАМАС в Израиль 7 октября около 242 человек, без различия пола и возраста, были взяты в заложники; среди них оказались граждане 21 страны. Затем, 9 октября, ХАМАС угрожал начать казни заложников с трансляцией в прямом эфире, если Израиль не будет предварительно уведомлять о каждом планируемом авиаударе. 10 октября группировка распространила видеозапись казни двух заложников. Часть заложников была позже обменяна на палестинских заключённых, находившихся в израильских тюрьмах за преступления террористической направленности. Сообщалось о пытках и случаях сексуального насилия в отношении заложников. ХАМАС и ПИД продолжили публиковать видеозаписи с заложниками, описываемые как «психологическая война».
На 12 мая 2025 года ХАМАС удерживал не менее 21 живого заложника из оставшихся 58 похищенных.

### Использование «живого щита»

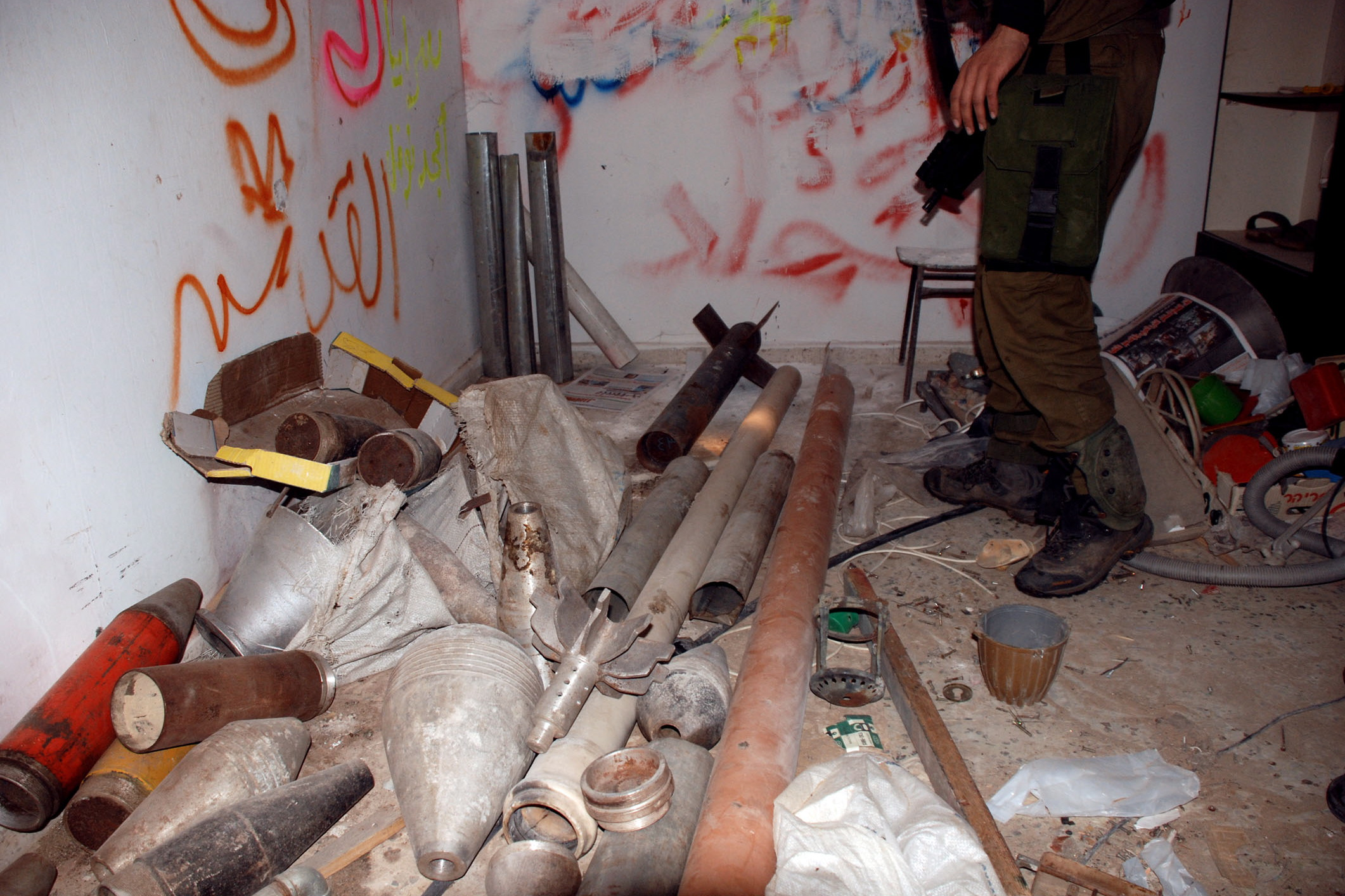
Оружие, обнаруженное в мечети сектора Газа при операции «Литой свинец».

Статья № 19 Первой женевской конвенции гласит, что «Соответствующие власти позаботятся о том, чтобы <…> санитарные учреждения и формирования были размещены, насколько возможно, таким образом, чтобы они не подвергались опасности в случае нападения на военные объекты». Статья № 28 Четвёртой женевской конвенции гласит: «Присутствие покровительствуемого лица в каких-либо пунктах или районах не может быть использовано для защиты этих мест от военных операций». Дополнительный протокол I к Женевским конвенциям (1977), гласит в ст.12, п.4: «Ни при каких обстоятельствах медицинские формирования не должны использоваться для попытки прикрыть военные объекты от нападения», а в ст.51, п.7: «Присутствие или передвижение гражданского населения <…> не должны использоваться для защиты определённых пунктов или районов от военных действий, в частности, в попытках защитить военные объекты от нападения или прикрыть военные действия, содействовать или препятствовать им. Стороны, находящиеся в конфликте, не должны направлять передвижения гражданского населения <…> с целью попытаться защитить военные объекты от нападения или прикрыть военные операции»; по ст. 58, стороны, напротив, должны удалять гражданское население от военных объектов.
Вместе с тем, по данным НАТО, ООН, ЕС, США, Израиля и ряда европейских стран, ХАМАС и другие палестинские группировки установили практику преднамеренного использования гражданского населения сектора Газа в качестве «живого щита». Эта тактика включает в себя размещение военной инфраструктуры в гражданских и гуманитарных зонах, включая школы, больницы и мечети, и вовлечение в бой Армии обороны Израиля из этих зон, включая запуск из них ракет и ведение снайперского огня.
Во время войны в Газе Израиль представил доказательства в поддержку своих утверждений о том, что ХАМАС разместил части своей командной сети и системы военных туннелей под гражданской инфраструктурой, включая больницу Аль-Шифа в городе Газа, и хранил оружие под больницей Аль-Рантиси. Эти сообщения были подтверждены Пентагоном, но ХАМАС их отрицает. Президент США Джо Байден назвал использование ХАМАСом больницы Аль-Шифа «военным преступлением». Есть многочисленные свидетельства того, что во время войны ХАМАС призывал палестинцев не покидать зоны боевых действий и оставаться на местах. Также по-прежнему отмечается многолетняя практика использования боевиками ХАМАС в террористических целях машин скорой помощи.

### Использование детей в вооружённых действиях
Использование детей в вооружённых конфликтах в XX веке стало незаконным. Дополнительный протокол I к Женевским конвенциям (1977) гласит в ст.77, п.2: «Стороны, находящиеся в конфликте, предпринимают все практически возможные меры для того, чтобы дети, не достигшие пятнадцатилетнего возраста, не принимали непосредственного участия в военных действиях <…> При вербовке из числа лиц, достигших пятнадцатилетнего возраста, но которым еще не исполнилось восемнадцати лет, стороны, участвующие в конфликте, стремятся отдавать предпочтение лицам более старшего возраста». Аналогичный принцип содержится в Конвенции о правах ребёнка (1989). Римский статут (1998), в ст.8, п. XXVI, объявил военным преступлением «набор или вербовку детей в возрасте до пятнадцати лет в состав национальных вооруженных сил или их использование для активного участия в боевых действиях». На Конференции по освобождению детей от войны (2007) под эгидой ЮНИСЕФ были приняты Парижские принципы, декларирующие, что вербовка и использование детей до 18 лет в вооружённых группах нарушают их права и причиняют детям комплексный вред; Парижские принципы призывают мир отказаться от этой практики.

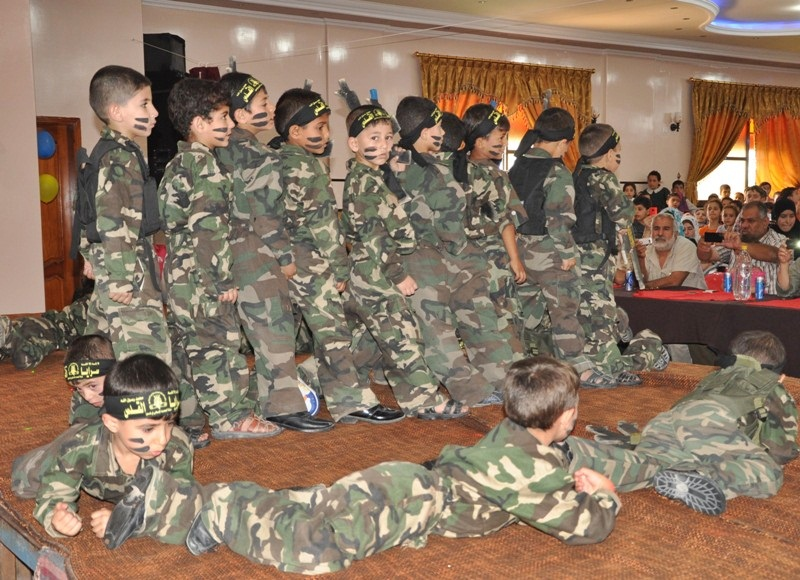
ПИД тренирует детей в детском саду сектора Газа

Вместе с тем, в палестино-израильском конфликте палестинские группировки широко используют детей. Великий муфтий Иерусалима и Палестины Икрима Саид Сабри (назначенный Ясиром Арафатом) заявлял в 2000 году: «Чем младше шахид, тем больше я его уважаю». По отчёту «Коалиции за прекращение использования детей-солдат» от 2004 года, во время Второй интифады палестинские дети проходили военную подготовку и использовались в секторе Газа группировками ФАТХ, ХАМАС, ПИД и НФОП в качестве «посыльных и курьеров, а в некоторых случаях в качестве боевиков и подрывников-смертников». Эта практика сохранялась в секторе и в последующие годы, наряду с прославлением терроризма в системе образования и соответствующей индоктринацией детей.
С 15 октября, во время подготовки Израиля к наземной части операции в секторе Газа, публиковались фотоматериалы с нательных камер погибших участников вторжения в Израиль о проходившей в это время военной подготовке подростков, в том числе 14-летних, в лагерях ХАМАС. Позже были опубликованы и другие многочисленные свидетельства активной индоктринации детей в секторе и использования их при ведении боевых действий. Отмечалось, что при публикации данных о численности погибших администрация сектора, возглавляемая ХАМАС, никогда не признаёт погибших боевиками, благодаря чему дети-боевики в пересказе прессы и при подсчёте потерь обычно превращаются в гражданские жертвы среди детей.
Иранский Корпус стражей исламской революции (КСИР) также объявил в Иране вербовку добровольцев, включая детей, для участия в войне в Газе на стороне ХАМАС.

## Со стороны Израиля

### Гражданские жертвы при авиаударах

#### Авиаудары и военная доктрина Израиля
Израильские ВВС считаются одними из сильнейших в мире, и с Шестидневной войны (1967) играют ключевую роль в военной доктрине государства, что связано, в том числе, с важностью для Израиля минимизации потерь среди своих военнослужащих. Важным (и часто основным) элементом военных операций Израиля являются авиаудары, что ставит ряд стандартных правовых вопросов, связанных с сопутствующим ущербом. Для его минимизации Израиль, в отличие от большинства стран мира, использует меры, направленные на эвакуацию мирных жителей перед бомбардировкой гражданского объекта, включая «стук по крыше», телефонные звонки с призывом эвакуироваться и другие виды предупреждений. Однако это лишает атаку фактора внезапности, позволяя её целям скрыться, из-за чего данная мера применялась не всегда.

#### Авиаудары и гражданские жертвы в войне
При войне в Газе, начавшейся 7 октября, одним из первых шагов Израиля стало нанесение авиаударов по объектам ХАМАС и других вооружённых группировок. На 14 октября ВВС Израиля отчитались о применении по целям в секторе Газа около 6000 бомб; к 14 декабря количество применённых боеприпасов «воздух—земля» достигло 29 000; по оценке Офиса Директора национальной разведки США, 40-45 % из них не относились к классу высокоточных. Со стороны анонимного источника среди израильских военных в начале декабря высказывались предположения, что на каждого убитого боевика в секторе Газа может приходиться около двух убитых гражданских лиц.
В первые дни войны отмечалось, что ряд ударов наносился без «стука по крыше». Вместе с тем, на начало января 2024 года, ЦАХАЛ отчитался о том, что сбросил в секторе 6 миллионов листовок с предписаниями для гражданских лиц переместиться из определённых районов в более безопасные зоны, а также произвёл 14 миллионов звонков с предзаписанными сообщениями и 72 000 персональных звонков с аналогичными предписаниями. Би-Би-Си взяла интервью у жителя Газы Махмуда Шахина, подробно описавшего свой опыт общения с израильскими военными 19—20 октября при эвакуации жилых домов перед бомбардировками.
Как и во время предыдущих военных операций Израиля в секторе Газа, многократно высказывались обвинения со стороны ХАМАС, ПНА, ООН, Аль-Джазиры, ряда правозащитных организаций и журналистов в нанесении авиаударов по гражданской инфраструктуре (включая школы, больницы и мечети) и гибели мирных граждан, что часто характеризовалось как нарушения международного гуманитарного права. Израиль был обвинён критиками в «коллективном наказании» палестинцев сектора Газа, а его авиаудары представлены как «месть». Действия Израиля при этом часто характеризовались как беспричинное и нелегитимное «убийство» мирных жителей, женщин, младенцев и пожилых людей. По выражению британской НКО Amnesty International, два израильских авиаудара представляли собой «или прямые нападения на гражданских лиц и гражданские объекты, или неизбирательные нападения». В большинстве случаев такие заявления сопровождались обвинением Израиля в военных преступлениях и требованием остановить его операцию, направленную на уничтожение ХАМАС.
Значительный резонанс вызвал ошибочный авиаудар Израиля, в результате которого погибли 7 сотрудников НКО World Central Kitchen, организующей питание в местах бедствий. Израиль признал ответственность за инцидент, назвав его «трагическим» и «неумышленным», а также обещав принять меры для того, чтобы это не повторилось.
Как и ранее, Израиль обвинялся в «непропорциональности» потерь среди палестинских гражданских лиц ожидаемым стратегическим результатам. Вместе с тем, как отметил английский военный эксперт полковник Ричард Кемп, при этом не было высказано ни одного реалистичного предложения по альтернативным методам ведения боевых действий, способным снизить потери среди гражданских лиц и при этом добиться поставленных целей.

#### Авиаудары, «живой щит» и общественное мнение
Как отмечалось и в предыдущие годы, жертвы среди мирного населения во многом обусловлены тем, что ХАМАС использует гражданское население и объекты как «живой щит», размещая среди них военные объекты и боевиков, понуждая гражданских лиц не покидать эти зоны и даже убивая их в случае неповиновения. Это позволяет ХАМАС, если есть жертвы среди мирного населения, обвинять Израиль в военных преступлениях, а если Израиль ограничивает свой военный ответ — продолжать террористическую деятельность, защитив боевиков и военную инфраструктуру гражданскими лицами и объектами. Данная стратегия, сама по себе являющаяся военным преступлением, использовалась ХАМАС и во время войны в Газе.
Так же, как и в предыдущих военных операциях, отмечалось стремление ХАМАС манипулировать общественным мнением с помощью статистики потерь (завышая их количество, представляя погибших боевиков как гражданских лиц, завышая процент женщин и детей среди погибших, представляя убитых боевиками как жертв Израиля), а также зачастую некритическое отношение прессы к информации, предоставляемой ХАМАС, что проявилось, в частности, при взрыве возле больницы «Аль-Ахли» в Газе.

### Принудительная эвакуация населения
Четвёртая женевская конвенция в статье № 49 гласит: «оккупирующая держава сможет произвести полную или частичную эвакуацию какого-либо определенного оккупированного района, если этого требует безопасность населения или особо веские соображения военного характера»; при этом она «должна в пределах возможности обеспечить покровительствуемым лицам надлежащие помещения; эти перемещения должны производиться в удовлетворительных условиях с точки зрения безопасности, гигиены, здоровья и питания».
Наряду с критикой за жертвы среди мирных жителей, Израиль также подвергся критике за их эвакуацию из зоны боевых действий. Палестинская сторона и её сторонники активно противодействовали эвакуации населения. Когда Израиль приказал 13 октября жителям северной части сектора Газа покинуть её, ХАМАС, при поддержке исламского духовенства сектора, призывал население остаться и не покидать зоны планируемых бомбардировок, а также физически препятствовал эвакуации. Исламский университет аль-Азхар в Египте выпустил обращение к жителям сектора Газа с призывом не эвакуироваться, заявив: «лучше умереть на своей земле, как рыцарям, героям и мученикам». ООН призвала отменить приказ об эвакуации, указывая на недостаточность срока в 24 часа, выделенного для перемещения свыше миллиона жителей. ЦАХАЛ продлил срок эвакуации, чтобы максимальное количество мирных жителей сектора Газа смогло эвакуироваться на юг из его северных районов, где планировалось проведение операции; по израильским данным, по состоянию на 15 октября, оттуда эвакуировались, как минимум, 600 тысяч палестинцев. В ходе последующих эвакуаций, к 20 ноября, количество перемещённых лиц выросло, по данным ООН до 1,7 млн человек, что составило около 3/4 населения сектора. Многим беженцам пришлось жить в палаточных лагерях, в крайне стеснённых условиях. ООН критиковала действия Израиля как насильственное перемещение, назвав такие действия «преступлением против человечности».

### Пытки и жестокость по отношению к задержанным
Применение пыток запрещается международным гуманитарным правом. Гаагская конвенция (1907) указывает в гл.2, ст.4, что «с военнопленными надлежит обращаться человеколюбиво». Запрет пыток содержат и Четвёртая женевская конвенция в статьях № 3, 32 и 147, и Дополнительный протокол I к Женевским конвенциям (1977) в ст.75, п.2.

#### Условия содержания для подозреваемых в терроризме
Во время войны в Газе Израиль обвинялся палестинской стороной и рядом правозащитных организаций в применении насилия при задержании подозреваемых в террористической деятельности, а также во время их нахождения под стражей, включая связывание, раздевание, избиения, включение громкой и пугающей музыки. Задержанные во время войны также жаловались на содержание их в переполненных тюремных камерах, отказ в предоставлении прогулок, длительные отключения в тюрьмах водоснабжения и электроснабжения. Сообщалось, что в отношении задержанных боевиков спецназа ХАМАС «Нухба», сыгравшего важную роль в резне 7 октября, применялось круглосуточное содержание в наручниках, в камерах, куда практически не попадает свет, а также проигрывание большую часть суток старых израильских песен. Министр национальной безопасности Израиля Итамар Бен-Гвир прокомментировал: «Нацисты не заслуживают ни капли солнечного света в то время, когда наши похищенные находятся в туннелях их преисподней».

#### Центр временного содержания «Сде-Тейман»
В израильском центре временного содержания «Сде-Тейман» было отмечено жестокое обращение с подозреваемыми в терроризме, включая:
- длительное содержание в связанном виде в сидячей позе с завязанными глазами;
- запрет разговаривать с другими заключёнными;
- скученность содержания, редкая возможность принимать душ;
- наказания стоянием с поднятыми руками, избиения;
- недостаточная анастезия, в том числе при проведении хирургических операций.

Согласно письму военного врача, процитированному в апреле 2024 года в газете «Гаарец», двум заключённым из «Сде-Тейман» пришлось ампутировать ступни из-за ран, причинённых наручниками. На конец июня 2024 года, ЦАХАЛ расследовал подозрения в 70 случаях неподобающего обращения с заключёнными со стороны военнослужащих в «Сде-Тейман». Десять военнослужащих были отстранены от службы в «Сде-Тейман». По данным расследования Военной прокуратуры Израиля, один из заключённых террористов «Нухбы» подвергся там избиению со стороны охраны, приведшему к переломам рёбер, и введению «между ягодицами» острого предмета, вызвавшего разрыв и ректальное кровотечение.

### Обвинения в геноциде
29 декабря 2023 года ЮАР обратилась в Международный суд ООН с обвинением Израиля в совершеннии геноцида в секторе Газа. В заявлении ЮАР обвинения были помещены в более широкий контекст действий Израиля в рамках палестино-израильского конфликта, включая то, что ЮАР назвала 75-летним апартеидом, 56-летней военной оккупацией и 16-летней блокадой сектора Газа. 7 стран подали заявки на присоединение к иску на стороне ЮАР.
5 декабря 2024 года Amnesty International также обвинила Израиль в геноциде палестинцев в секторе Газа, утверждая, что его действия в войне направлены на их физическое уничтожение. Помимо разрушения инфраструктуры и массового перемещения населения, организация обвинила Израиль в препятствовании гуманитарной помощи. Amnesty International призвала мировое сообщество к решительным мерам и предупредила поставщиков оружия Израилю о риске соучастия. Организация считает, что вторжение ХАМАС в Израиль и сопутствующие преступления, включая массовые убийства и захват заложников, не оправдывают израильские действия, названные ей «геноцидом». Израильское отделение Amnesty International и МИД Израиля отвергли доклад, назвав его сфабрикованным и ложным. Армия обороны Израиля заявила, что доклад не учитывает «оперативные реалии», и что она принимает «все возможные меры для ограничения ущерба гражданскому населению». 